# Sea Odyssey: Giant Spectacular

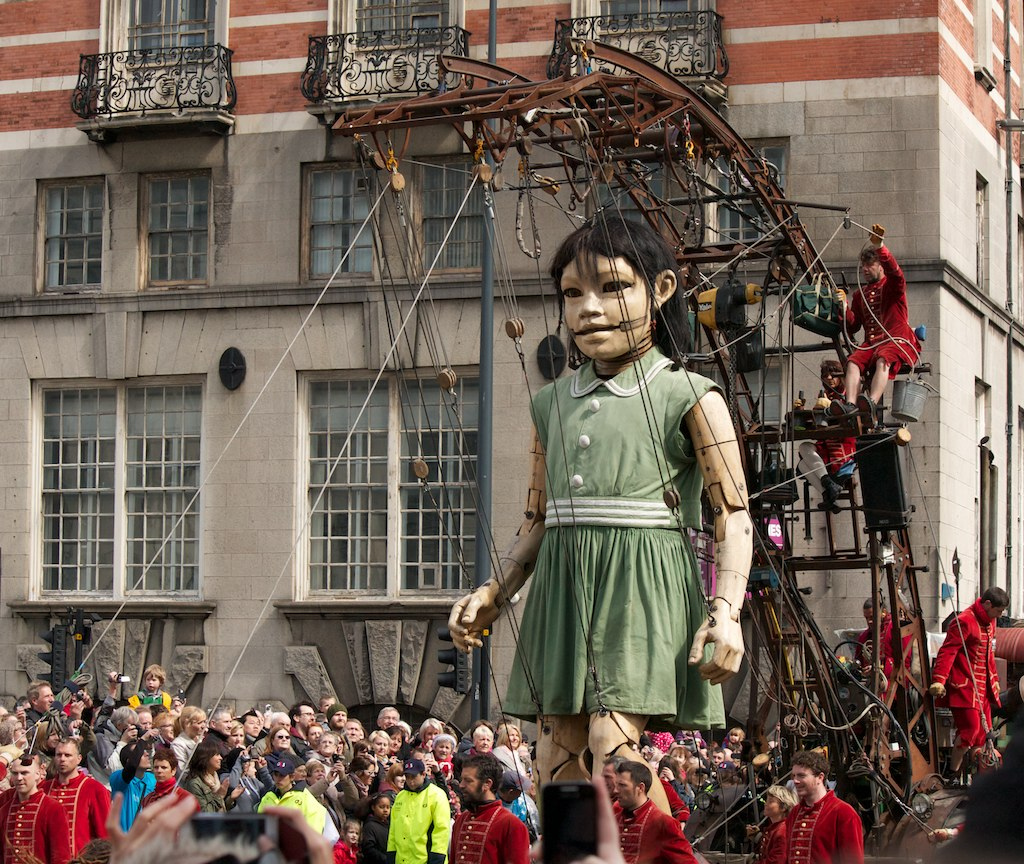
Das Riesenmädchen vor dem Albion House, dem ehemaligen Sitz der White Star Line

Sea Odyssey: Giant Spectacular war ein dreitägiges Outdoor-Event in Liverpool, das vom 20. bis 22. April 2012 anlässlich des 100. Jahrestags des Untergangs der Titanic stattfand. Es wurde von der Straßentheatergruppe Royal de Luxe aus Frankreich vor rund 600.000 Zuschauern aufgeführt. Bei Kosten für die Veranstaltung in Höhe von rund £1,2 Millionen brachte das Event der Stadt etwa £12 Millionen ein.

## Geschichte

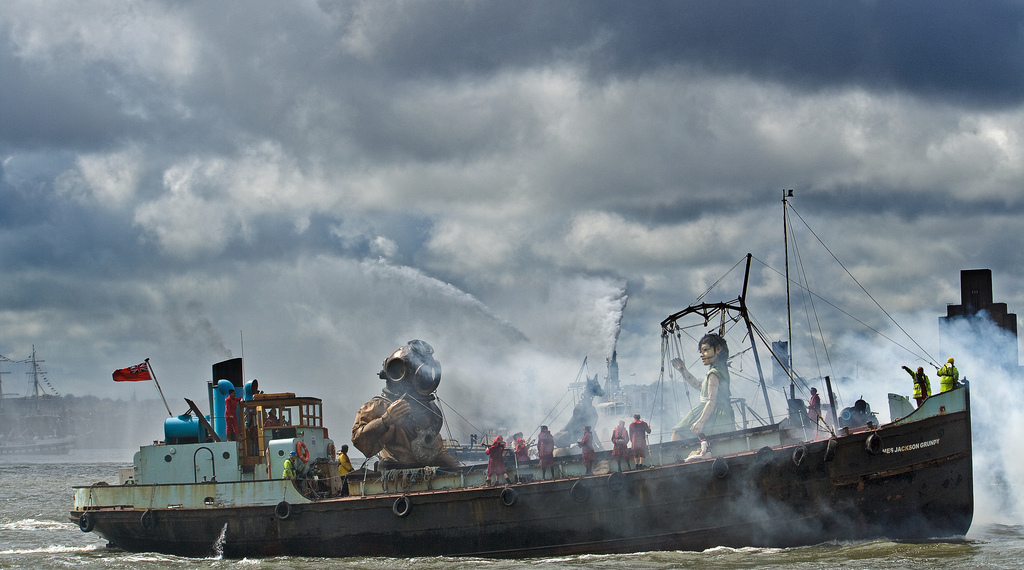
Das Riesenmädchen, Xolo und der Taucher beim Verlassen des Hafens

Das Stück beruht auf einer  Geschichte von Jean-Luc Courcoult, einem der Gründer von Royal de Luxe. Protagonisten sind ein Riesenmädchen, ihr Hund Xolo sowie ihr Onkel (der Taucher).
Der Vater des Riesenmädchens war an Bord der Titanic, als sie am 15. April 1912 sank. Einhundert Jahre später macht sich sein Bruder in einem Taucheranzug auf den Weg zur Titanic, um für seine Nichte einen Brief aus dem Wrack zu bergen, den ihr Vater für sie hinterlegte.
Das dreitägige Event begann mit dem Aufstieg des Tauchers aus dem Hafen von Liverpool und der Bergung des Tresors, der besagten Brief enthält. Anschließend begab sich der Taucher auf die Suche nach seiner Nichte, um ihr den Brief zu überreichen. Diese zog zusammen mit ihrem Hund auf der Suche nach ihrem Onkel durch Liverpool, wobei sich der Taucher und sie mehrfach verpassten. Am Ende des zweiten Tags trafen sich beide am King's Dock. Am dritten und letzten Tag stachen sie nach einem abschließenden Rundgang durch das Stadtzentrum vom Canning Dock in See und verließen die Stadt auf dem Mersey.

## Umsetzung
Für das Stück wurden neben dem 9 Meter hohen Riesenmädchen, dem 15 Meter hohen Taucher und dem Hund Xolo etliche weitere Modelle wie ein Bett, ein Auto und Schiffe entworfen.
Wurden das Riesenmädchen und ihr Onkel größtenteils aus Pappelholz, Lindenholz und Stahl konstruiert, so bestand Xolo primär aus Pappmaché und Stahl. Alle Figuren wurden in ihren Bewegungen über Seile, Flaschenzüge und Motoren von insgesamt 110 Helfern gesteuert, und von 20 Kränen durch die Stadt bewegt. Dabei wurden gleichzeitig 24 Helfer für das Riesenmädchen, 31 für den Taucher sowie weitere 21 für Xolo benötigt.
Die Figuren wurden von Musikern auf Wagen begleitet, die das Geschehen musikalisch untermalten.

## Ähnliche Veranstaltungen in Liverpool
Dieselbe Theatergruppe führte vom 23. bis 27. Juli 2014 'Memories of August 1914' auf, ein Stück, das an den Beginn des Ersten Weltkriegs hundert Jahre zuvor erinnern sollte und vom 5. bis 7. Oktober 2018 wurde 'Liverpool's Dream' als letzter Akt der ‘Giants Trilogy’ gezeigt.